# آسیاب چهارم (حاج وردی)
آسیاب چهارم (حاج وردی) مربوط به دوره قاجار است و در سرخه، شمال شهر واقع شده و این اثر در تاریخ ۲۵ خرداد ۱۳۸۱ با شمارهٔ ثبت ۵۸۳۲ به‌عنوان یکی از آثار ملی ایران به ثبت رسیده است.